# Віссо
Віссо (італ. Visso) — муніципалітет в Італії, у регіоні Марке,  провінція Мачерата.
Віссо розташоване на відстані близько 130 км на північний схід від Рима, 85 км на південний захід від Анкони, 55 км на південний захід від Мачерати.
Населення — 1144 особи (2014).
Щорічний фестиваль відбувається 24 червня. Покровитель — святий Іван Хреститель.

## Демографія
Населення за роками:

Станом на 1 січня 2023 року в муніципалітеті офіційно проживали 73 іноземці з 13 країн, серед них 35 громадян країн Євросоюзу та 6 громадян України.

## Сусідні муніципалітети
- Аккуаканіна
- Кастельсантанджело-суль-Нера
- Черрето-ді-Сполето
- Фйордімонте
- Фоліньо
- Монте-Кавалло
- П'єве-Торина
- Пречі
- Селлано
- Серравалле-ді-К'єнті
- Уссіта